# Orthonama straminea
Orthonama straminea là một loài bướm đêm trong họ Geometridae.